# Carsten Ravn
Johan Nicolai Carsten Ravn, né le 9 septembre 1859 à Copenhague et mort dans cette ville le 3 mai 1914 , est un artiste peintre, affichiste, lithographe, dessinateur et caricaturiste danois.

## Biographie

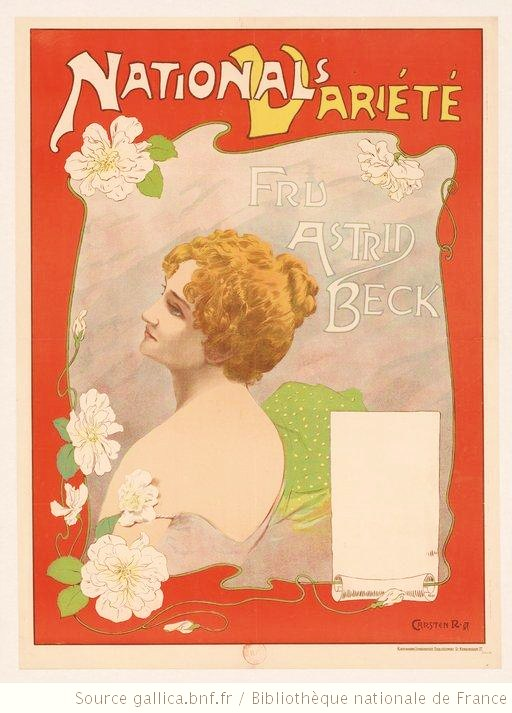
Affiche pour un spectacle d'Astrid Beck (1897).

Carsten est le fils d'Ane Margrethe Jessine Louise Nicoline Casse et de l'avocat Nicolai Peter Ravn Jensenius.
Dans sa jeunesse, Carsten Ravn suit des cours de peinture auprès de M. C. Øigaard avant d'être admis à l'Académie royale des beaux-arts du Danemark en 1879, dont il sort diplômé en 1882.
Il embrasse à la carrière d'illustrateur, travaillant pour le magazine Teaterbladet (1882) puis pour la revue Børnenes Julegave (1887), destinée aux enfants, tout en étant acteur pour le Dagmar Theateret jusqu'en 1894. Il publie aussi des dessins satiriques dans Ravnen, Jakel, Blæksprutten et Klods Hans, des feuilles humoristiques danoises. Il a également produit des figurines en couleurs à découper destinées aux enfants dans la série Alfred Jacobsens Danske Teaterdekorationer, une importante quantité de cartes postales humoristiques (parmi les premières du pays) et de cartes de vœux, reprenant le thème du lutin qui furent rééditées longtemps après sa mort. Il a illustré des ouvrages pour enfants publiés en danois chez Emil Flensborgs Verlag.
Puis, entre Londres, Paris (où il vécut 13 ans), et Copenhague, il officie en tant qu'affichiste-lithographe dans un style proche du courant art nouveau ; il est visiblement influencé par les artistes français (1896-1901). Il signe ses affiches « Carsten R. » ; en revanche, il signe principalement ses dessins français « Carsten Raven » et parfois juste « Carsten ».
Il collabore à des magazines satiriques parisiens comme L'Assiette au beurre, Le Pêle-Mêle et à des périodiques destinés à la jeunesse comme L'Intrépide, La Jeunesse illustrée ou Les Belles Images.
Marié une première fois en 1884 avec Marie Elisabeth Brandt, il épouse en secondes noces Astrid Dorthea Regitze Beck en 1897.

## Œuvre

### Affiches
Fonds de la Bibliothèque nationale de France :
- Tivolis gurre Slot (1896)
- De Smaa land strysere paa Casino (1897)
- National's Variété - Fru Astrid Beck (1897)
- Humbers Danske Cycler [cycles Humber] (1897)
- Arena Teatrets Variété (1898)
- Cirque du Nord - Flugten paa liv og Dod (1898)
- Skuespillerforeningens Fest (1898)
- Tivoli og Osterlandsk Harem (impr. Henriques & Rotzov, 1898)

Autres fonds :
- Internationell Automobil Exposition Stockholm (1903) avec Mauritz Larsson
- Karikatur Album C. E. Jensen
- Cacao & Chocolat Van Houten